# Wouter Van Bellingen
Wouter Van Bellingen (Antwerpen, 20 april 1972) is een Belgisch politicus en bestuurder. 

## Levensloop

### Afkomst
Als zoon van Rwandese ouders werd Van Bellingen indertijd door een Vlaams gezin geadopteerd en groeide hij in Vlaanderen op. Het gezin Van Bellingen heeft zijn politieke wortels in de Vlaamse Beweging - zijn adoptiefvader was een Volksunie-activist in het Waasland en zijn grootoom Amedee Verbruggen was een voortrekker van de Vlaamse Beweging. Wouter Van Bellingen voelt zichzelf verwant met de Vlaamse ontvoogdingsstrijd. Van Bellingen heeft van zijn biologische ouders een Rwandese naam gekregen; door een administratieve fout tijdens de adoptieprocedure heeft hij die naam volgens de Belgische Burgerlijke Stand officieel nooit gekregen.

### Loopbaan
Tot eind december 2008 was Van Bellingen lid van de VlaamsProgressieven, de opvolger van de in april 2008 ter ziele gegane Vlaamse links-liberale partij Spirit. Met het oog op de gemeenteraadsverkiezingen van 2012 richtte hij samen met Ali Salhi in juni 2009 de lokale stadspartij 'SOS 2012' op, voor een  "Sociaal Onafhankelijk Sint-Niklaas". Wouter Van Bellingen verwierf nationale bekendheid toen hij in 2007 de eerste zwarte schepen van Vlaanderen werd. Vanaf 2 januari 2007 tot 2012 was hij schepen van Jeugd, Internationale samenwerking en Burgerzaken in de gemeente Sint-Niklaas waartoe zijn woonplaats Nieuwkerken-Waas behoort, eerst namens het kartel Sp.a-Spirit-Groen!, vanaf juni 2009 als stichtend lid van 'SOS 2012'. Van Bellingen, die zich ook op federaal niveau voor zijn partij heeft ingezet, was voorheen in Sint-Niklaas werkzaam als jeugd- en noord-zuidconsulent. 
Nog niet officieel in functie als schepen kwam Van Bellingen als ambtenaar van de Burgerlijke Stand in februari 2007 in het (inter)nationale nieuws toen hij verklaarde dat een drietal aanstaande echtparen mogelijk vanwege zijn donkere huidskleur niet door hem in de echt verbonden wilden worden. Als reactie hierop kwam er een grote hoeveelheid steunbetuigingen binnen in de vorm van aanmeldingen bij de Burgerlijke Stand van Sint-Niklaas om door Van Bellingen te worden getrouwd.
Van Bellingen besloot geen proces tegen de drie koppels aan te spannen; hun identiteit is trouwens nooit bekend geraakt. In de plaats daarvan hield hij op de Internationale Dag voor de Uitbanning van Rassendiscriminatie op 21 maart 2007, een grote symbolische trouwpartij op de Grote Markt van Sint-Niklaas. De dag voor de massale trouwpartij meldde hij in het VRT-Radio 1 - het interviewprogramma Het beste moet nog komen - dat er 520 paren werden verwacht, afkomstig uit België, Duitsland, Nederland, Frankrijk, het Verenigd Koninkrijk en de Verenigde Staten alsook enkele holebikoppels. Uiteindelijk kwamen er 626 koppels opdagen.
In 2007 kwam hij op voor de kartellijst sp.a-spirit bij de federale verkiezingen, doch hij geraakte met 13.000 voorkeurstemmen net niet verkozen. Op 27 oktober 2007 werd hij nationaal secretaris van de partij VlaamsProgressieven. Nadat al enkele prominente figuren vertrokken waren, verliet ook hij de partij eind 2008.
Bij de gemeenteraadsverkiezingen in 2012 werd Van Bellingen opnieuw verkozen voor de gemeenteraad van Sint-Niklaas. In de nieuwe legislatuur werd hij leider van de tweekoppige fractie van SOS-2012, die in de oppositie belandde.
In 2014 werd Van Bellingen aangesteld als nieuwe directeur van het Minderhedenforum. Daardoor zet hij zijn mandaat als gemeenteraadslid vroegtijdig stop. Eind 2016 werd hij benoemd tot directeur van de vzw Integratiepact, waarna hij zijn ontslag indiende bij het Minderhedenforum. Het Integratiepact is een intercultureel samenwerkingsplatform dat op 1 januari 2017 door de Vlaamse regering-Bourgeois werd opgericht om zoveel mogelijk actoren te stimuleren om discriminatie op basis van ras, nationaliteit en afkomst te bestrijden en om wederzijds respect te bevorderen.
In 2024 stond hij als onafhankelijke op de Sint-Niklase Vooruit-lijst. Hij raakt er verkozen.

## Trivia
- Op 18 februari 2007 was hij als onbekende Vlaming in het Eén-programma De Pappenheimers te zien. Hij had zich voor deze quiz ingeschreven voor het moment dat hij als trouwambtenaar in het nieuws kwam. Hierdoor deed zich het uitzonderlijke feit voor dat er vier bekende Vlamingen in de bewuste aflevering zaten.
- Zijn deelname aan het derde seizoen van 71° Noord in 2008 werd vroegtijdig stopgezet na het overlijden van presentator Ernst-Paul Hasselbach en productieassistente Leentje Custers bij de opnamen in Noorwegen.
- In 2008 publiceerde Van Bellingen een autobiografisch boek annex politiek manifest "Zeg maar Wouter" bij Uitgeverij Hautekiet. ISBN 9789052409917.

## Persoonlijk
Van Bellingen is getrouwd en vader van twee kinderen. Hij behoort tot de Verenigde Protestantse Kerk in België. 